# 애크런 비콘 저널
《애크런 비콘 저널》(Akron Beacon Journal)은 미국 오하이오주 애크런에서 발행되는 조간 신문으로, 개닛이 소유하고 있다. 애크런의 유일한 일간 신문이자 오하이오주 북동부 지역에 배포되고 있는 신문이며, 주로 지역 소식을 중점으로 다루고 있다. 1968년, 1971년, 1987년, 1994년까지 네 차례 퓰리처상을 수상했다.

## 역사
이 신문은 1839년에 처음으로 발행된 《서밋 비콘》과 1896년에 창간된 《애크런 이브닝 저널》이 1897년 합병되면서 설립되었다. 1903년에 C. L. 나이트가 《비컨 저널》을 인수했다. 1933년에 찰스가 사망하자 그의 아들 존 S. 나이트가 신문사를 물려받았다. 이 당시의 《비컨 저널》은 나이트 뉴스페이퍼 컴퍼니(현재의 나이트 리더)의 최초이자 대표 신문이었다.
2006년 6월에 나이트 리더를 인수한 매클래치는 나이트 리더 산하에 있는 12개의 신문을 매각할 계획이었다. 2006년 8월 2일, 매클래치는 《비컨 저널》을 블랙 프레스에 매각했다. 2018년에는 게이트하우스 미디어가 이 신문을 인수했다.
2013년 11월 11일을 마지막으로 《애크런 비콘 저널》은 자사 인쇄 시설에서 더 이상 인쇄를 진행하지 않았다. 이후 오하이오주 캔턴에 있는 《더 리포지터리》의 인쇄 시설을 사용했는데, 이 또한 게이트하우스의 소유였다. 2019년 3월부터는 클리블랜드의  2019년 3월부터는 클리블랜드에 있는 《플레인 딜러》의 인쇄 시설을 사용하고 있다.
《애크런 비콘 저널》은 오하이오주 서밋 카운티에서 가장 오랫동안 지속적으로 운영되고 있는 기업이다.

## 주요 언론인

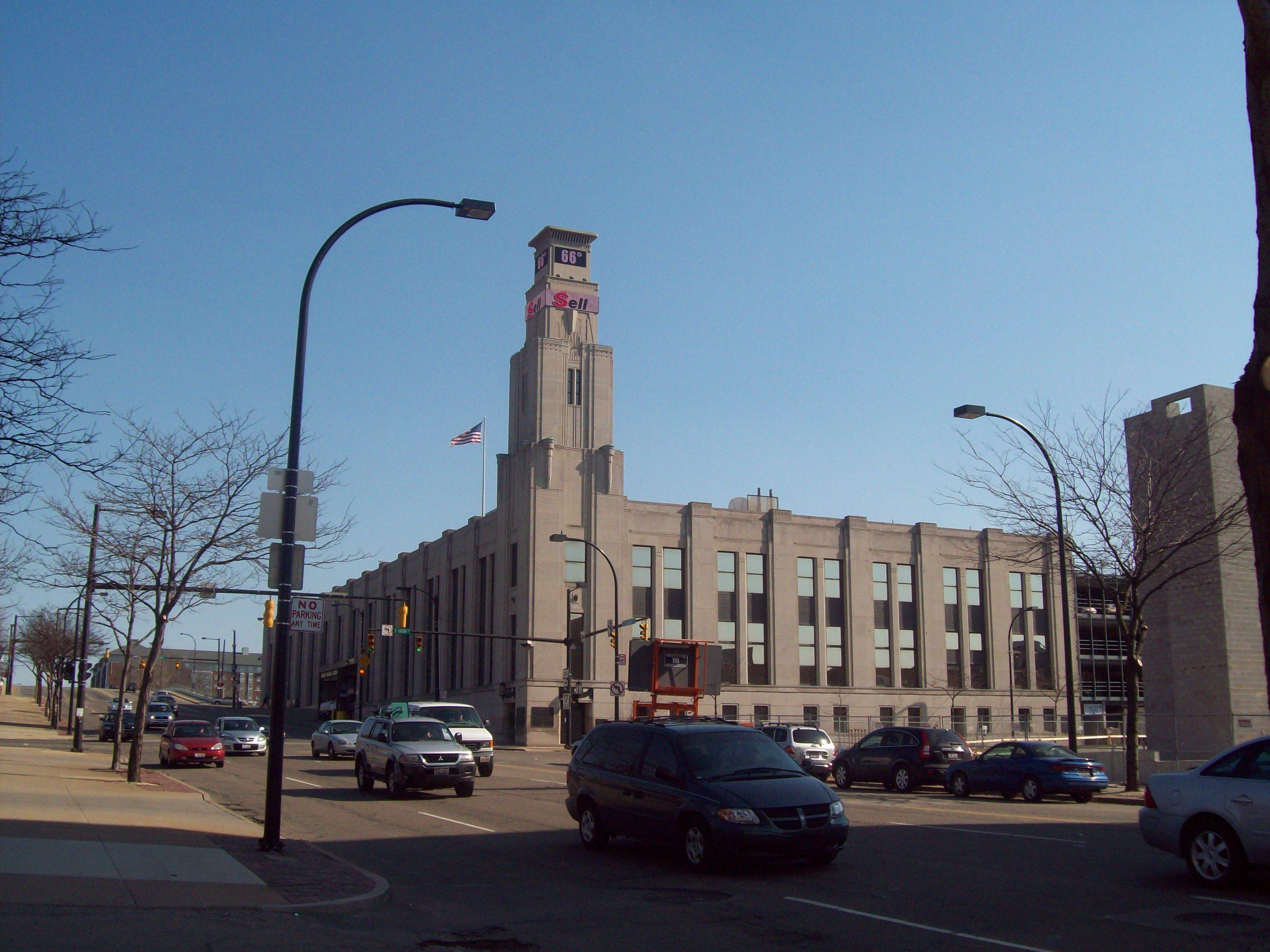
1938년부터 2019년까지 사용했던 본사 건물

- 허먼 페처: 《애크런 비콘 저널》, 《애크런 타임스》, 《클리블랜드 프레스》의 독자들에게는 '제이크 팔스타프'라는 이름으로 더 잘 알려져 있다. 《애크런 타임스》의 교외 지역 담당 기자로 일했으며, 1920년부터 해당 신문사에서 〈피핀스 앤 치즈〉라는 이름의 칼럼 연재를 시작했다. 칼럼의 제목과 필명은 윌리엄 셰익스피어의 《윈저의 즐거운 아낙네들》에서 따왔다. 《애크런 비콘 저널》 근무 당시에는 〈데미타스 앤 미세스 그런디〉이라는 이름의 칼럼을 쓴 조세핀 밴 드 그리프트의 옆자리를 쓰기도 했다.[6]
- 셸던 오커: 《비콘 저널》의 클리블랜드 인디언스 담당 기자였으며, 2018년에 J. G. 테일러 스핑크 어워드를 수상했다.[7][8]
- 테리 플루토: 여러 차례 올해의 NSSA(영어판) 오하이오주 스포츠기자로 선정되었다. 주로 오하이오 북동부 지역의 소포츠를 주제로 20권 이상의 책을 저술했다.
- 조세핀 밴 드 그리프트: 신문산업협회(영어판)에 소속된 20세기 여성 기자였으며, 《애크런 비콘 저널》에 〈데미타스 앤 미세스 그런디〉라는 이름의 일간 칼럼을 연재했다.[9]

## 수상 기록
《애크런 비콘 저널》은 퓰리처상을 네 차례 수상했다.
- 1968년 퓰리처상 사설 부문 (존 S. 나이트) - 베트남 전쟁에 관한 주간 칼럼으로 수상
- 1971년 퓰리처상 일반 지역 보도 부문 - 켄트 주립 대학교 총격사건 보도로 수상
- 1987년 퓰리처상 일반 뉴스 보도 부문 - '굿이어 전쟁': 굳이어 인수 시도 보도로 수상
- 1994년 퓰리처상 공공 서비스 부문 - '색깔의 문제': 인종 관련 연속 보도로 수상